# Taken by Force
Taken By Force è il quinto album in studio del gruppo musicale tedesco Scorpions, pubblicato alla fine del 1977 e prodotto da Dieter Dierks per l'etichetta internazionale Polydor Records.

## Descrizione
Registrato tra il giugno e l'ottobre 1977, questo album fu il primo del gruppo a essere abbastanza fortemente promosso negli Stati Uniti, così come il primo registrato con Herman Rarebell, l'emblematico batterista degli Scorpions. Originariamente musicista di studio in Inghilterra, Herman entrò a far parte del gruppo, quando il loro batterista Rudy Lenners si ammalò. Presto, Rarebell impose il proprio marchio all'interno del gruppo.
L'album contiene alcune delle più note canzoni del periodo di Uli Jon Roth come "The Sails Of Charon", il singolo "He's a Woman, She's a Man", e soprattutto "We'll Burn the Sky", una delle migliori canzoni degli Scorpions, in cui i testi sono stati scritti in memoria di Jimi Hendrix da Monika Dannemann, la sua ex-fidanzata (fu compagna di Uli Jon Roth).
Come nei precedenti album, la copertina originale di Taken by Force, raffigurante un cimitero, venne censurata in tutto il mondo tranne che in Giappone e sostituita dall'ennesima foto di gruppo.
Nel 2001 è stata pubblicata una versione rimasterizzata dell'album contenente un libretto di 12 pagine con foto inedite e, soprattutto, due brani in più: Suspender Love (già pubblicata come b-side nel singolo He's a Woman - She's a Man) e una versione live di Polar Nights (quella presente anche sul successivo Tokyo Tapes).

## Tracce
1. Steamrock Fever (Schenker, Meine)  – 3:35
2. We'll Burn the Sky (Schenker, Dannemann) – 6:27
3. I've Got to Be Free (Roth)  – 4:00
4. Riot of Your Time (Schenker, Meine)  – 4:10
5. The Sails of Charon (Roth)  – 4:24
6. Your Light (Roth)  – 4:30
7. He's a Woman - She's a Man (Schenker, Meine, Rarebell) – 3:14
8. Born to Touch Your Feelings (Schenker, Meine)  – 7:20

Bonus tracks edizione 2001
- 9. Suspender Love (Schenker, Meine) – 3:17
- 10. Polar Nights (Live "Tokyo Tapes" version) (Roth)  – 6:54

## Formazione
- Klaus Meine - voce
- Ulrich Roth - chitarra
- Rudolf Schenker - chitarra
- Herman Rarebell - batteria
- Francis Buchholz - basso